# Sigfús Blöndal
Sigfús Blöndal, född 2 november 1874, död 19 mars 1950, var en isländsk lexikograf. Han var bror till konstnären Gunnlaugur Blöndal.
Blöndal tog en cand. mag. i Köpenhamn 1898 och blev hedersdoktor i Reykjavik 1928. Han var bibliotekman och blev 1931 lektor i nyisländska vid Köpenhamns universitet. Blöndal har bland annat utgett Islandsk-dansk Ordbog (1920-1924), den första stora moderna ordboken över nyisländskan, Praktisk Lærebog i islandsk Nutidssprog (1943, tillsammans med I. Stenemann) och ett stort antal undersökningar rörande isländsk litteratur- och kulturhistoria.